# Léhon
Léhon (tiếng Breton: Lehon, Gallo: Léon) là một xã của tỉnh Côtes-d’Armor, thuộc vùng Bretagne, tây bắc Pháp.

## Dân số
Người dân ở Léhon được gọi là Léhonnais.